# Praznovszky Mihály
Praznovszky Mihály (Salgótarján, 1946. november 29. –) magyar irodalomtörténész, muzeológus.

## Életútja
Szülei Praznovszky Mihály műszerész és Szaniszló Ilona varrónő. 1965-ben érettségizett a salgótarjáni Madách Imre Gimnáziumban. 1971-ben a Debreceni Tanítóképző Intézet népművelés–könyvtár szakán, majd 1978-ban az ELTE könyvtár–történelem szakán végzett. 1981-ben szerezte meg egyetemi doktorátusát. 2000-ben szerezte meg az irodalomtudomány kandidátusa címet. 1976-tól 1982-ig a szécsényi Kubinyi Ferenc Múzeum igazgatója, 1982–1987 között a Nógrád megyei, majd az 1987–1993-as években a Veszprém megyei múzeumi igazgatóság vezetője, 1993–2000 között a Petőfi Irodalmi Múzeum főigazgatója volt. 1993-tól főtitkára a Magyar Irodalomtörténeti Társaságnak, a Mikszáth Kálmán Társaság elnöke.

## Munkássága
Kutatási területe Madách Imre és Mikszáth Kálmán. Rendszeresen publikál az alábbi folyóiratokban: Palócföld, Új Horizont, Irodalomismeret, Irodalomtörténeti Közlemények, Irodalomtörténet, Magyar Tudomány, Árgus, Pannon Tükör, Alföld, Magyar Könyvszemle, História, Veszprémi Szemle, Somogy, Credo, Lyukasóra, Magyar Múzeumok, Honismeret, Limes stb.
Tagja volt a nagysikerű 100 szóban Veszprém történetíró pályázat zsűrijének, melyet 2022-ben a világon első alkalommal hirdettek meg középvárosban.

## Főbb művei
- Nógrád megyei hírlapok és folyóiratok bibliográfiája, 1846–1978. Salgótarján, 1982
- Madách és Nógrád a reformkorban: Tanulmányok. (Palócföld könyvek), Salgótarján, 1985
- Nógrádi Mikszáth-lexikon. Egy kötetben, két részben. 1. rész: Személyek, 2. rész: Helyszínek; Mikszáth, Salgótarján, 1991
- Kovács Sándor Iván–Praznovszky Mihály: Két költő egy szekéren. Arany János és Madách Imre nógrádi találkozása. Függelékül az Arany-Madách levelezéssel; előszó Keresztury Dezső; Mikszáth, Salgótarján, 1991 (A Magyar Irodalomtörténeti Társaság kiskönyvtára)
- Menyői Tolvay Ferenc végrendelete. (Praznovszky Bencével), Salgótarján, Nógrád Megyei Múzeumi Igazgatóság, 1995
- Tájirodalom. (Tanulmánykötet a táj és az irodalom kapcsolatáról.) Veszprém, 1996
- Az öreg batár utasai. (Mikszáth tanulmányok.) Bp., 1997
- "A szellemdiadal ünnepei" - A magyar irodalom kultikus szokásrendje a XIX. század közepén. Bp., 1998
- Mikszáth Kálmán. Bp., 1999
- Veszprém anno... Fotográfiák a régi Veszprémről; Művészetek Háza, Veszprém, 2000
- Nemesvámos; CEBA, Bp., 2001 (Az ezredforduló települései)
- A kalamáristól az enterig. Írások az irodalmi muzeológiáról; PIM, Bp., 2001
- Orbis pictus. A látható világ. A megfestett város; szerk. Hegyeshalmi László, Holényi Zsuzsa, Praznovszky Mihály; Művészetek Háza, Veszprém, 2001
- Az ember tragédiája és az európai emberiség-költemény. Tanulmányok; szerk. Praznovszky Mihály; BBMK, Salgótarján, 2002 (Palócföld könyvek)
- Mestermű Galéria. Tíz éve a város szívében. Jubileumi évkönyv; összeáll. Praznovszky Mihály; Mestermű Galéria, Veszprém, 2002
- Tér-mozaik. Fejezetek az Óváros tér történetéből; szerk. Praznovszky Mihály; Önkormányzat, Veszprém, 2002 (Veszprém városi füzetek)
- Időről időre; Művészetek Háza, Salgótarján–Veszprém, 2002 (Palócföld könyvek)
- Horpács; Száz Magyar Falu Könyvesháza Kht., Bp., 2002 (Száz magyar falu könyvesháza)
- Veszprémi köszöntők. Gizella-napi ünnepi köszöntők, 1992-2002; összeáll. Praznovszky Mihály; Polgármesteri Hivatal, Veszprém, 2003 (Veszprém városi füzetek)
- A Krúdyak Szécsénykovácsiban; összeáll. Praznovszky Mihály; Mikszáth Társaság, Horpács, 2003 (Mikszáth könyvestéka)
- Jókai Mór: Kakas Márton Füreden; összeáll. Praznovszky Mihály; Polgármesteri Hivatal, Balatonfüred, 2005 (Jókai-napi könyvek)
- Ketten egy városról / Horváth István: A bazalton nőtt erdők népe / Praznovszky Mihály: "Három város" egy völgyben; Palócföld–BBMK, Salgótarján 2005 (Palócföld könyvek)
- Az én jeles mondatom. Mikszáth Kálmán füveskönyve; vál., összeáll., utószó Praznovszky Mihály; Lazi, Szeged, 2005
- Füredi halhatatlanok; vál., szerk. Praznovszky Mihály; Balatonfüred Városért Közalapítvány, Balatonfüred, 2005 (Balatonfüred Városért Közalapítvány kiadványai)
- Madách vendéget vár; Mikszáth Társaság, Horpács, 2006 (Mikszáth könyvestéka)
- Pósa Lajos, a szelíd költő; SikerX Bt., Bp., 2006
- Krúdy Gyula: Holdas este Füreden; vál., szerk. Praznovszky Mihály; Balatonfüred Városért Közalapítvány, Balatonfüred, 2006 (Balatonfüred Városért Közalapítvány kiadványai)
- Bölcsesség és bohóság. Jókai Mór füveskönyve; összeáll. Praznovszky Mihály; Lazi, Szeged, 2006
- Jókai Mórnál, a füredi uradalomban; összeáll. Praznovszky Mihály; Polgármesteri Hivatal, Balatonfüred, 2006 (Jókai-napi könyvek)
- A hatodik, hetedik ember az országban Mikszáth-tanulmányok; Zöld Kalamáris, Veszprém, 2006 (Mikszáth könyvestéka)
- Gubicza Ferenc, Balatonfüred város díszpolgára; Balatonfüred Városért Közalapítvány, Balatonfüred, 2007 (Balatonfüred Városért Közalapítvány kiadványai)
- Pannóniai töredékek; Zöld Kalamáris Bt., Veszprém, 2007
- Illyés Gyula és Németh László Balatonfüreden; szerk., összeáll. Praznovszky Mihály; Balatonfüred Városért Közalapítvány, Balatonfüred, 2007 (Balatonfüred Városért Közalapítvány kiadványai)
- Jeles vámosiak arcképcsarnoka; összeáll. Praznovszky Mihály; Önkormányzat, Nemesvámos, 2008
- Ember is, magyar is, magam is. József Attila füveskönyve; vál., összeáll. Praznovszky Mihály; Lazi, Szeged, 2008
- Mikszáth Kálmán: A mi külön fejedelmünk. Írások Jókai Mórról; szerk. Praznovszky Mihály; Polgármesteri Hivatal, Balatonfüred, 2008 (Jókai-napi könyvek)
- Simon Károly, Balatonfüred város díszpolgára; Balatonfüred Városért Közalapítvány, Balatonfüred, 2009 (Balatonfüred Városért Közalapítvány kiadványai)
- Jókai Mór: Debreceni idill; szerk. Praznovszky Mihály; Polgármesteri Hivatal, Balatonfüred, 2009 (Jókai-napi könyvek)
- Múlt ifjúság tündértaván. Vajda János szerelmei; szerk. Praznovszky Mihály; Holnap, Bp., 2009 (Szerelmes magyar írók)
- Minden másképp van. Karinthy Frigyes füveskönyve; vál., összeáll. Praznovszky Mihály; Lazi, Szeged, 2009
- Zákonyi Ferenc: A savanyúvizek városában. Írások Balatonfüredről; szerk. Praznovszky Mihály, függelék Tóth Györgyi; Balatonfüred Városért Közalapítvány, Balatonfüred, 2009 (Balatonfüred Városért Közalapítvány kiadványai)
- Utazás Mikszáthtal Palócországban; Nógrád Megye Önkormányzata, Salgótarján, 2010 (Nógrád, a varázslatos világ)
- Szindbád a Balaton partján. Mesék, álmok, történetek; Balatonfüred Város, Balatonfüred, 2010 (Tempevölgy könyvek)
- Utóhangok Az arany emberhez; szerk. Praznovszky Mihály; Polgármesteri Hivatal, Balatonfüred, 2010 (Jókai-napi könyvek)
- Tizenkét Mikszáth-interjú; szerk. Praznovszky Mihály; Mikszáth Kálmán Társaság, Horpács, 2010 (Mikszáth könyvestéka)
- Nem ért engem a világ! Petőfi Sándor füveskönyve; vál., szerk. Praznovszky Mihály; Lazi, Szeged, 2010
- Mikszáth Kálmán: A székelyek között; összeáll., szerk. Praznovszky Mihály; Noran Libro, Bp., 2010
- Krúdy Gyula: Fogynak a kövér emberek; összeáll. Praznovszky Mihály; Prospektus Ny., Veszprém, 2011 (A Prospektus Nyomda Krúdy-kiskönyvtára)
- Utazások Jókaival Európában; szerk. Praznovszky Mihály; Polgármesteri Hivatal, Balatonfüred, 2011 (Jókai-napi könyvek)
- Barátaim társaságában; Prospektus Ny., Nemesvámos–Veszprém, 2011
- Krúdy Gyula: Jégkirályné-keringő; szerk. Praznovszky Mihály; Prospektus Ny., Veszprém, 2012 (A Prospektus Nyomda Krúdy-kiskönyvtára)
- Jókai és Abbázia; szerk. Praznovszky Mihály; Polgármesteri Hivatal, Balatonfüred, 2012 (Jókai-napi könyvek)
- Húsz éves a Mestermű Galéria. A második évtized. Jubileumi évkönyv; összeáll. Hegyeshalmi László, Praznovszky Mihály, fotó Szelényi Károly; Mestermű Galéria, Veszprém, 2012
- 20 év, 20 vers. Salvatore Quasimodo versünnep Balatonfüreden, 1993-2012. Nagydíjas versek; szerk. Cserép László, Praznovszky Mihály; Balatonfüred Városért Közalapítvány, Balatonfüred, 2012 (Tempevölgy könyvek)
- Batsányi kiskönyv; összeáll. Praznovszky Mihály; Wass Albert Könyvtár és Múzeum, Tapolca, 2013
- Levelek a Lipták-házba. Örkény István levelei Lipták Gábornak; szerk. Praznovszky Mihály; Balatonfüred Városért Közalapítvány, Balatonfüred, 2013 (Tempevölgy könyvek)
- Krúdy Gyula: Akik azért utaztak messze földre, hogy jól megebédeljenek; szerk. Praznovszky Mihály; Prospektus Ny., Veszprém, 2013 (A Prospektus Nyomda Krúdy-kiskönyvtára)
- Tábori Kornél: Jókai regénye; szerk. Praznovszky Mihály; Közös Önkormányzati Hivatal, Balatonfüred, 2013 (Jókai-napi könyvek)
- A csontfalak közt valami történik; szerk. Praznovszky Mihály; Polgármesteri Hivatal Művelődési Osztály, Balatonfüred, 2013 (Tempevölgy könyvek)
- A ház és gazdája. 100 éve született Lipták Gábor, 1912-1985; szerk. Praznovszky Mihály; Balatonfüredi Városi Könyvtár, Balatonfüred, 2013
- Petrőcz Lászlóné Balatonfüred város díszpolgára; szerk. Praznovszky Mihály; Balatonfüred Városért Közalapítvány, Balatonfüred, 2013 (Balatonfüred Városért Közalapítvány kiadványai)
- Krúdy Gyula: Búcsú Senki szigetétől; szerk. Praznovszky Mihály; Prospektus Ny., Veszprém, 2014 (A Prospektus Nyomda Krúdy-kiskönyvtára)
- Jókai Mór: "Oh, te édes szép magyar nyelvem!". Jókai és a magyar nyelv; szerk. Praznovszky Mihály; Közös Önkormányzati Hivatal Művelődési Osztály, Balatonfüred, 2014 (Jókai-napi könyvek)
- Mesés Füred; OOK Press, Balatonfüred–Veszprém, 2014 (Tempevölgy könyvek)
- Németh István Péter–Praznovszky Mihály: A számkivetett hűsége. Írások Batsányi Jánosról; Balatonfüred Városért Közalapítvány, Balatonfüred, 2014 (Tempevölgy könyvek)
- Madách Imre napjai a magyar irodalomban, 1861-1864; gyűjt., sajtó alá rend., jegyz. Praznovszky Mihály; SikerX, Bp., 2015
- A komáromi fiú, aki meghódította a világot; szerk. Praznovszky Mihály; Balatonfüred Kulturális Nonprofit Kft., Balatonfüred, 2015 (Jókai-napi könyvek)
- A bor füveskönyve. Borban az igazság; vál., szerk., utószó Praznovszky Mihály; Lazi, Szeged, 2016
- Krúdy Gyula: Holdas este Füreden; vál., szerk. Praznovszky Mihály; 2. jav., bőv. kiad.; OOK-Press, Veszprém, 2016
- A Jókai-kultusz fővárosa; szerk. Praznovszky Mihály; Balatonfüred Kulturális Nonprofit Kft., Balatonfüred, 2016 (Jókai-napi könyvek)
- Krúdy Gyula: Aranytükrös kávéházban. Írások Eötvös Károlyról; összeáll. Praznovszky Mihály; Praznovszky Mihály, Veszprém, 2017 (Eötvös könyvek)
- Ami összeköt bennünket. Kárpátalja és Balatonfüred közös irodalmi öröksége; Balatonfüredi Kárpátalja Baráti Közhasznú Egyesület, Balatonfüred, 2017
- Írók és kultuszok tanulmányok; Művészetek Háza, Veszprém, 2017 (Vár ucca műhely könyvek)
- Madách Arany évei. Madách Imre és Arany János irodalmi barátsága; Magyar Irodalmi Emlékházak Egyesülete, Bp., 2017
- Nemesvámos, ahol élünk, 2007-2017; szerk. Praznovszky Mihály; Nemesvámos, Önkormányzat, 2017
- Ó, evés gyönyörűsége. A gasztronómia füveskönyve; vál., szerk., utószó Praznovszky Mihály; Lazi, Szeged, 2017
- Két évforduló között. Eötvös Károly-tanulmányok; szerk. Praznovszky Mihály; Prospektus ny., Veszprém, 2017 (Eötvös könyvek)
- György Péter János–Praznovszky Mihály: A szabadság embere. Bozzay Pál élete és művei; Önkormányzat, Zánka, 2018
- A savanyúvízről okos és érdekes dolgokat elmesélő szíves kalauz, melyben híres magyar embereket, páratlan eseményeket, válogatott recepteket, fontos balatonfüredi történeteket és épületeket esmértető leírások olvashatók úgy, amint voltak, s amelyeket szerzett és összeszedegetett egy jeles szerző; OOK Press, Veszprém, 2018
- Arcok és sorsok Nemesvámos évszázadaiból; összeáll. Praznovszky Mihály; Önkormányzat, Nemesvámos, 2019
- Küzdelmek és csetepaték. Egy megye évtizedei a reformkorban; Dornyay Béla Múzeum, Salgótarján, 2019
- A piros ruhás lány. Levelek a rabtáborból; szerk. Praznovszky Mihály; Önkormányzat, Balatonfüred, 2019

## Elismerések, díjak[2]
- Madách-díj (1984)
- Nagy Iván-díj (1986)
- Toldy Ferenc-díj (1987)
- Madách Imre-díj (1994)
- Gizella-díj (1997)
- Mikszáth Kálmán-emlékérem (1997)
- Batthyány-emlékérem (1999)
- Krúdy Gyula-emlékérem (1999)
- Pro Urbe Salgótarján (1999)
- Veszprém Megyéért Érdemérem (2000)
- Balassi-emlékérem (2004)
- Bulcsu-emlékdíj (2008)
- A Magyar Érdemrend lovagkeresztje (2010)